# Maggie MacNeal
Maggie MacNeal, geboren als Sjoukje Lucie van ’t Spijker (Tilburg, 5 mei 1950), later Sjoukje Smit, is een Nederlands zangeres en presentatrice.

## Biografie

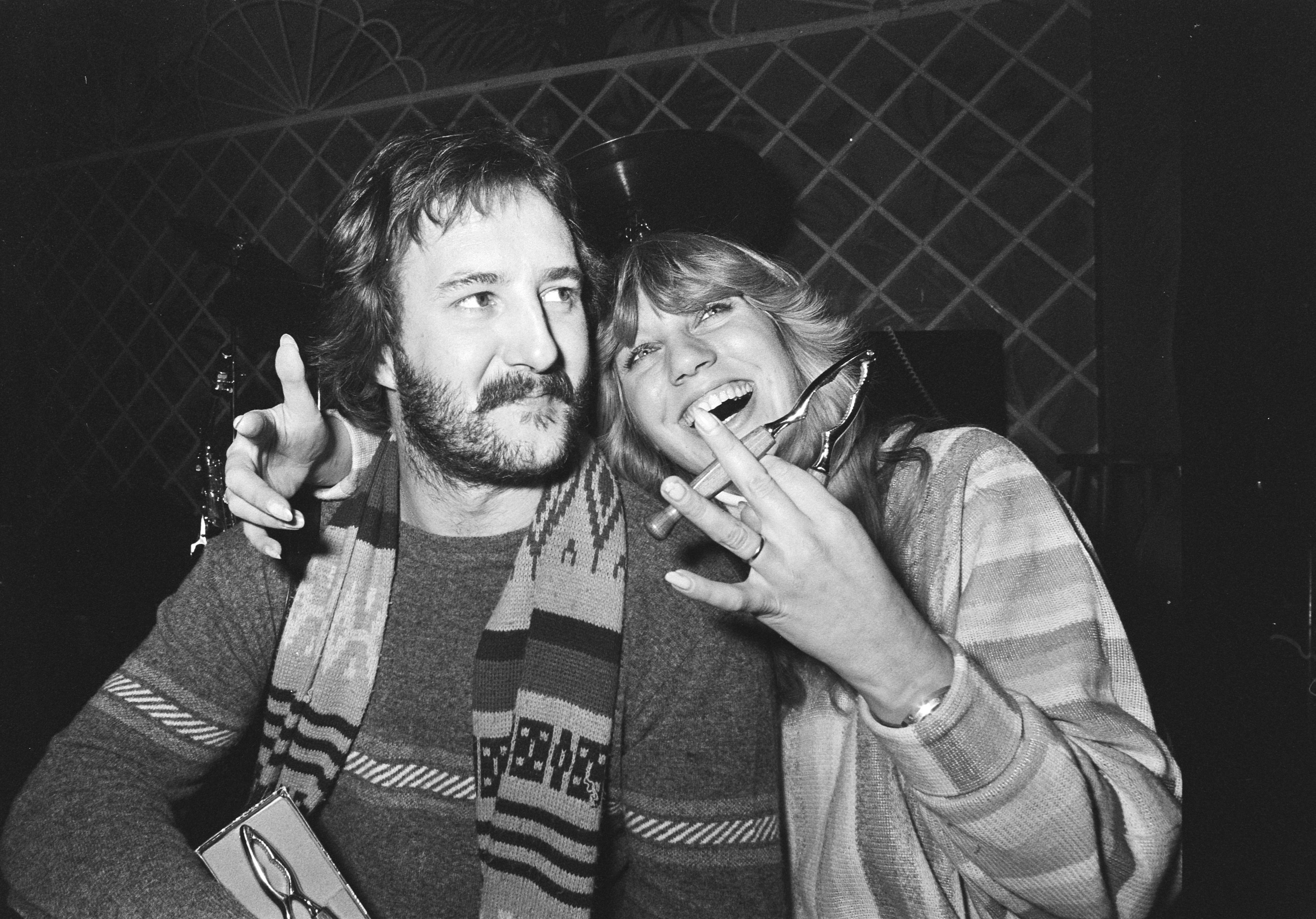
Maggie MacNeal toont de Gouden Notekraker 1978 (links Jan Akkerman)

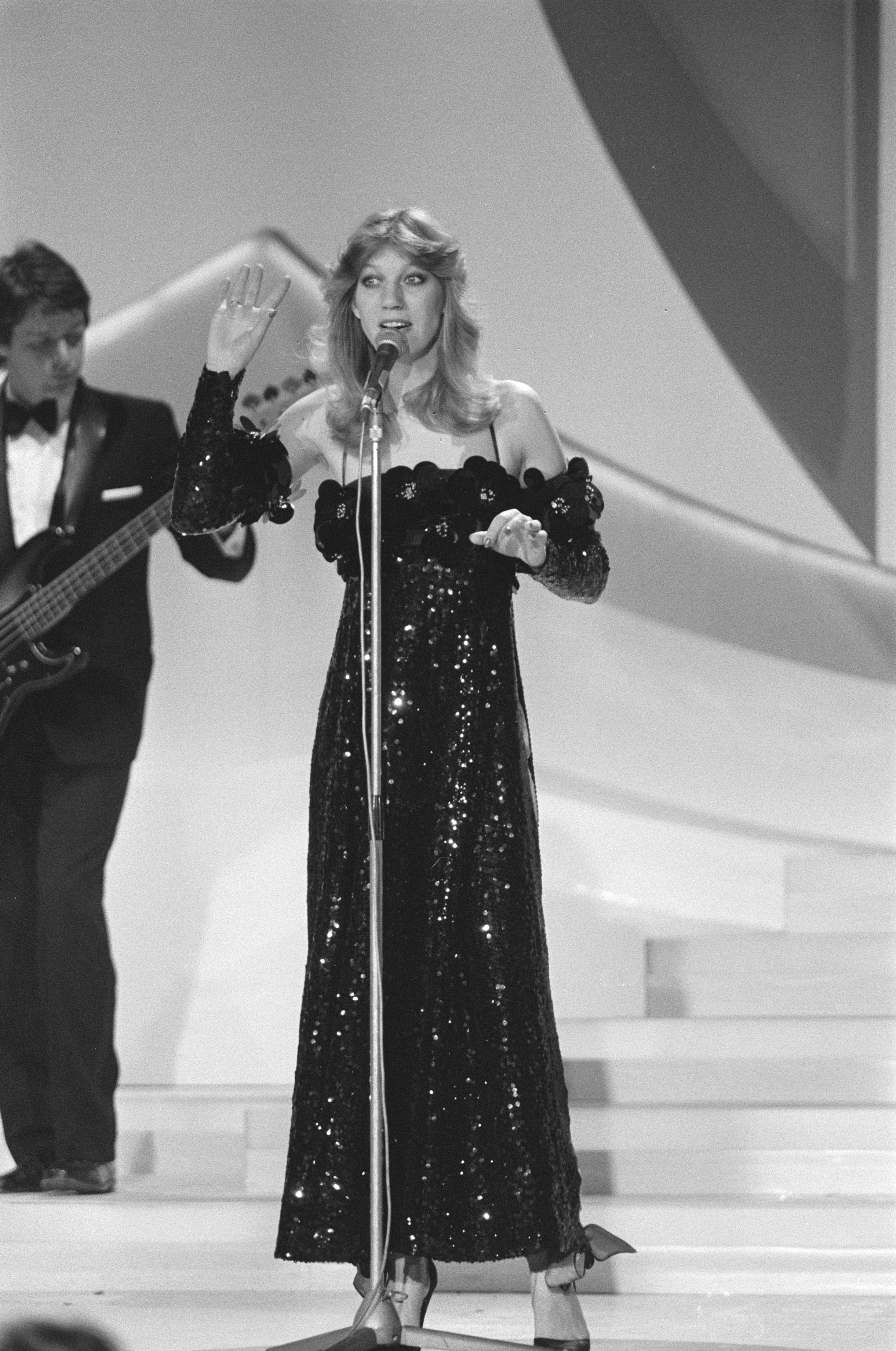
Maggie MacNeal tijdens een repetitie voor het Eurovisiesongfestival 1980

Na een klassieke zangopleiding in haar jeugd deed ze in 1971 auditie bij platenmaatschappij Phonogram. Onder leiding van producer Hans van Hemert (Kamahl, Luv', etc.) en orkestleider Dick Bakker nam ze in hetzelfde jaar haar eerste single I heard it through the grapevine op (onder de naam Maggie Macneil, een Schotse  'vertaling' van Van 't Spijker). De single met op de B-kant Isolation van John Lennon (Decca 6100032) werd geen hit, maar hij vormde het begin van een lange, succesvolle carrière in de muziek.

### Mouth & MacNeal
In de zomer van 1971 werd Van 't Spijker aan zanger Willem Duyn gekoppeld en zo werd het duo Mouth & MacNeal gelanceerd (Van Hemert koos voor een iets andere spelling van Maggies achternaam). Hun eerste single Hey you love was raak en bereikte de 3e plaats in de Daverende Dertig. In de periode 1972–1974 scoorden ze een paar grote nationale en internationale hits. Het kleine, onschuldige meisje en de grote man met de grote mond ('Big Mouth') sloegen aan en het duo scoorde achtereenvolgens met How do you do en Hello-a twee nummer 1-hits in Nederland. In deze periode bereikten ze in totaal zeven keer de top 10 in Nederland. Met How do you do scoorden ze bovendien in het najaar van 1972 een top 10-hit in de Verenigde Staten en kregen ze een aantal zilveren, gouden en platina platen. In 1974 deden Mouth & MacNeal mee aan het Eurovisiesongfestival. Hun liedje Ik zie een ster (I see a star) was goed voor een 3e positie. Eind 1974 ging het duo na onenigheid uit elkaar. Mouth ging door met Little Eve (Ingrid Kup) en scoorde nog twee hits; MacNeal ging door met andere projecten.

### Solo

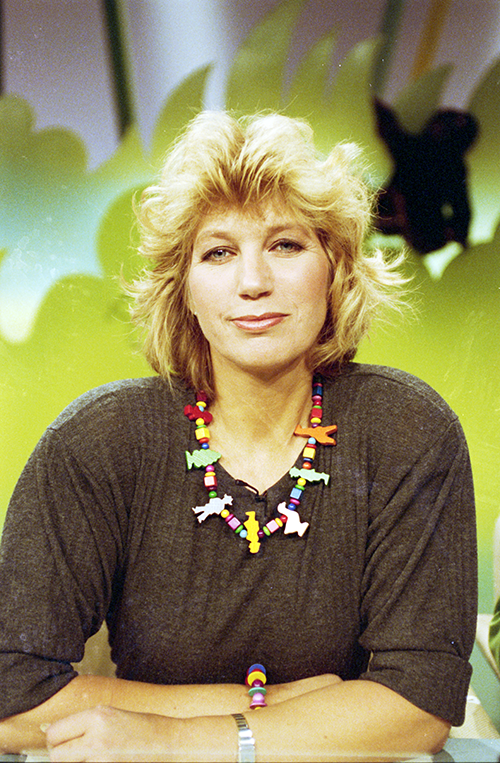
Maggie MacNeal in 1991

In 1975 begon MacNeal, samen met haar man Frans Smit, een band: de Maggie MacNeal. Na de single Nothing else to do werd When you're gone uitgebracht en het nummer bereikte de 3e plaats in de Top 40 en de 4e plaats in de Nationale Hitparade. In Brazilië werd het een nummer 1-hit en werd de single goud. De bijbehorende titelloze debuutplaat werd met goud bekroond. In 1976 bereikte de single Terug naar de kust, van de Boekenweek-lp Zing je moerstaal waarin Nederlandse artiesten op eigen melodieën een Nederlands gedicht voordragen, ook de top 10.
Met de tweede lp Fools together sleepte ze een Edison in de wacht en het gelijknamige titelnummer werd een hit. Haar poging om in datzelfde jaar mee te doen aan het Songfestival met het nummer Jij alleen mislukte: ze eindigt als 3e. Tussendoor zong ze nog enkele titelnummers voor films, namelijk voor Il grande attacco (1978, met onder anderen Henry Fonda) en voor de Amerikaanse film The one and only (1978, met in de hoofdrol Henry Winkler).
In 1979 ging MacNeal naar de Verenigde Staten om een poging te doen in te haken op de discorage met een typisch Amerikaanse discoplaat. Met producer Michael Lloyd nam ze de lp Nighttime op, maar zonder succes. De gelijknamige discosingle haalde de 48e plaats van de Nationale Hitparade.
In 1980 deed MacNeal mee met het Songfestival, waarvoor ze was aangewezen en waarvoor dat jaar geen voorselectie was. Met het typische songfestivalnummer Amsterdam haalde ze een 5e plaats. Ondanks dit succes (er werd een Franse, een Duitse en een Engelse versie opgenomen) kwam het in de Nationale Hitparade niet verder dan de 39e plaats. Hits bleven vanaf toen uit voor MacNeal, al bracht ze wel veel uit op single (Why your lady says goodbye, Together, Be my friend, Be my lover tonight, I've got you you've got me). In 1983 stond ze weer even in de picture toen ze wederom een filmtitel zong, ditmaal voor de Nederlandse bioscoopfilm Moord in extase: Still can't believe it.
In verband met de geboorte van haar dochter was het even stil rond MacNeal. In 1985 liet ze even wat van zich horen met haar single You are my hope, onder leiding van producer Hans van Hemert, maar het nummer flopte.
In 1989 kwam MacNeal terug met een Nederlandstalig project: het album Leuk voor later. Dit album kende weinig commercieel succes. Ze ging in de jaren daarna onder haar eigen naam als presentatrice bij de televisie werken en was te zien in de TROS-programma's Winnen of wegwezen (1992) en het meezingprogramma Karaoke TV (1992-1995).
In 1997 verscheen er, na jaren muzikale stilte, een nieuwe single (Only love) en in 1999 nam ze het nummer Old friend op met Katrina Leskanich, de winnares van het Eurovisiesongfestival 1997.

### Dutch Divas
Vanaf 2000 maakte MacNeal deel uit van de groep Dutch Divas. Het trio bestond in eerste instantie uit MacNeal, Marga Bult en Sandra Reemer en bracht een album en singles uit, waaronder Work that body. Reemer verliet de groep in 2005 en werd vervangen door Justine Pelmelay. Ook in deze samenstelling werd een single uitgebracht. Toen Pelmelay ook de groep verliet, besloten MacNeal en Bult om als duo verder te gaan. Het duo nam met hulp van Ben Cramer een single op, waar ook een stukje van How do you do in is verwerkt.

### Songfestival in concert
In november 2008 werd bekend dat duo Mouth & MacNeal in nieuwe samenstelling zou optreden. MacNeal ging samen met Arie Ribbens het podium op. Het eerste optreden werd op 20 december 2008 gegeven in de Brabanthallen in Den Bosch tijdens The winners: songfestival in concert. 

### Pappie loop toch niet zo snel
In 2017 toerde MacNeal door Vlaanderen met het programma Pappie loop toch niet zo snel, waarin zij samen met Jelle Cleymans, Gert Verhulst en Jonas Van Geel levensliederen ten gehore bracht. In het najaar van 2018 bracht ze samen met JackoBond (Riet Muylaert), Sandrine en Sofie een hommage-tournee aan Ann Christy met Want de roos overleeft.

## Persoonlijk
MacNeal was drieëndertig jaar getrouwd met muzikant Frans Smit. In 1984 werd hun dochter Sanne geboren. Smit overleed in juni 2005. In februari 2009 trouwde MacNeal opnieuw, met haar vriend Klaus Metternich. In 2012 verscheen het boek Mouth & MacNeal, duo tegen wil en dank, geschreven door Roel Smit. MacNeal toerde samen met Ben Cramer in het theaterprogramma Jukebox on Tour.

### NPO Radio 2 Top 2000
| Nummers met noteringen in de NPO Radio 2 Top 2000 | '99 | '00  | '01  | '02  | '03  | '04 | '05 | '06 | '07 | '08 | '09 | '10 | '11  | '12 | '13  | '14 | '15 | '16  | '17  | '18  | '19  | '20  |
| ------------------------------------------------- | --- | ---- | ---- | ---- | ---- | --- | --- | --- | --- | --- | --- | --- | ---- | --- | ---- | --- | --- | ---- | ---- | ---- | ---- | ---- |
| Terug naar de kust                                | 491 | 471  | 629  | 739  | 650  | 569 | 549 | 592 | 584 | 576 | 687 | 753 | 1010 | 960 | 1139 | 986 | 959 | 1278 | 1341 | 1759 | 1945 | 1898 |
| When You're Gone                                  | -   | 1303 | 1302 | 1798 | 1885 | -   | -   | -   | -   | -   | -   | -   | -    | -   | -    | -   | -   | -    | -    | -    | -    | -    |

1. ↑  Een '-' betekent dat het nummer niet was genoteerd en een vetgedrukt getal geeft de hoogste notering van een nummer aan.
2. ↑  Deze tabel is bijgewerkt tot en met de laatste editie (2024).